# Paklica
Paklica – nizinna rzeka w zachodniej Polsce (woj. lubuskie), na Pojezierzu Lubuskim, o długości 28,5 km i powierzchni zlewni 262,5 km², lewy dopływ Obry.

## Opis zlewni
Zlewnia Paklicy odwadnia północno-wschodni skłon Pagórków Sulęcińsko-Świebodzińskich, niewielki fragment Rowu Brójeckiego i Wysoczyzny Zbąszyneckiej oraz południową część Basenu Międzyrzeckiego.

## Opis przebiegu
Początek biegu rzeki nie jest jednoznacznie ustalony. Według części źródeł Paklica bierze swój początek w okolicach jeziora Paklicko Małe płynąc na południe przepływa przez miejscowości Staropole oraz Boryszyn, następnie zmienia kierunek na zachodni i pokonując tereny zalesione wpada od północnego zachodu do jeziora Paklicko Wielkie. Tymczasem według danych prezentowanych w państwowym rejestrze nazw geograficznych ciek płynący z jeziora Paklicko Małe to Kanał Staropole. 
Według Mapy Podziału Hydrograficznego Polski rzeka Paklica ma swój początek niedaleko Mostek w miejscu wododziału, a następnie płynie na północny wschód w kierunku Lubrzy. Taki przebieg sprawia, że górny bieg Paklicy pokrywa się z Kanałem Niesulickim. 
Natomiast według danych PRNG oraz starych niemieckich map topograficznych, Paklica rozpoczyna swój bieg wypływając z jeziora Paklicko Wielkie. 
Dalszy bieg rzeki od jeziora Paklicka Wielkiego jest ustalony jednoznacznie. Paklica kieruje się na wschód i łagodnym półkolem zmienia kierunek na północny. Na wysokości Nowego Dworku ponownie zmienia swój bieg, płynąc na wschód pomiędzy wsiami: Jordanowo i Gościkowo (Paradyż) (pod murami zespołu klasztornego opactwa cysterskiego). Następnie skręca na północny wschód, przepływając pod drogą ekspresową S3, przez północną część Rowu Brójeckiego (wieś Szumiąca), dalej – dnem rynny polodowcowej – przepływa przez jeziora: Wyszanowskie i Bukowieckie (wieś Skoki). Od Kuźnika skręca w kierunku północno-zachodnim do Basenu Międzyrzeckiego i w centrum Międzyrzecza (nieopodal tamtejszego zamku) uchodzi do Obry.
W systemie gospodarki wodnej wszystkie te cieki, jak również kilka innych dopływów Paklicy, tworzą jednolitą część wód „Paklica”. Do 2023 r. miała ona typ 25 (ciek łączący jeziora) i kod PLRW600025187889, a od 2023 r. typ R_poj (rzeka w systemie rzeczno-jeziorowym Pojezierzy) i kod PLRW600018187889.

## Szlak kajakowy
Na Paklicy ustanowiono szlak kajakowy o łącznej długości 29 km. Stanowią go dwa odcinki: Lubrzański Szlak Kajakowy z Lubrzy do Gościkowa (15 km) i Gościkowo – Skoki k. Międzyrzecza (14 km). W skali trudności szlaków kajakowych pierwszy z nich należy do łatwych (ZWB), a drugi – do średnich (ZWC).

## Nazwa i odniesienia w kulturze
Według legendy Dwie rzeki, jej nazwa pochodzi od imienia słowiańskiej kapłanki – Pakli, która wraz z drugą kapłanką – Obrą, opiekowała się posągiem Świętowita, stojącym w miejscu dzisiejszego Międzyrzecza. Pakla to również nazwa stowarzyszenia ekologiczno-kulturalnego, działającego na terenie powiatu międzyrzeckiego.

## Historia
Rzeka jest notowana w archiwalnych dokumentach od średniowiecza. Po raz pierwszy wymieniana w łacińskojęzycznym dokumencie z 1230 (wg. kopii z XVII wieku) Paklitz, 1449 (kop. XVI w.) Paklicza, 1480 (wg relacji z XV w.) Paklycza, 1483 (kop. XVI w.) Paklicze, 1564 Paklicza.
Rzeka przepływała przez pogranicze Polski, Brandenburgii oraz Dolnego Śląska. W XVI wieku górna Paklica na odcinku około 8 kilometrów przepływała przez teren powiatu poznańskiego Korony Królestwa Polskiego, następnie poniżej wsi Boryszyn płynęła na krótkim odcinku przez Marchię Brandenburską, potem, począwszy od Staropola, przez Dolny Śląsk i dalej m.in. przez jezioro Paklicko Wielkie do Jordanowa. Od wsi Gościkowo do Międzyrzecza płynęła ponownie przez powiat poznański i w okolicach Gościkowa rzeka ta stanowiła granicę państwa polskiego.
Odnotowana została pierwszy raz w historycznym dokumencie z 1230, w którym komes Bronisz herbu Wieniawa za zgodą biskupa poznańskiego Pawła i księcia wielkopolskiego Władysława Odonica nadał opactwu cystersów w Lehnin w Brandenburgii osadę Gościchowo (obecnie Gościkowo), w celu założenia tam nowego opactwa cystersów o nazwie Paradis (pol. Paradyż). Granice tej darowizny określono od doliny zwanej Gnymar przy rzece Paklicy, wzdłuż tej rzeki aż do granic dziedziny Bronisza.
Rzeka od średniowiecza wykorzystywana była gospodarczo, w tym również jako źródło energii do napędzania młynów oraz foluszy. Od pierwszej połowy XIII wieku dokumenty odnotowują wybudowanie pierwszych młynów na rzece Paklicy zasilanych kołami wodnymi. W 1206 (wg. falsyfikatu z około 1507) miał stać na rzece młyn zwany Kopermil. W 1236 odnotowano młyn w Gościchowie. W 1547 odnotowano folusz w młynie Kopernik. W 1553 wspomniano Hamerski Młyn stojący na rzece. W 1564 odnotowany został międzyrzecki młyn miejski z foluszem stojący na rzece Paklica pod zamkiem w Międzyrzeczu przy Bramie Frankfurckiej przy stawie Paklica. W 1580 wspomniany został młyn na rzece Paklica we wsi Boryszyn.
W XVI wieku odnotowano także dwa mosty przerzucone przez rzekę. Pierwszy most w zachodniej części Międzyrzecza, łączący miasto z gródkiem oraz drugi most w południowo-zachodniej części miasta, niedaleko młyna miejskiego i Bramy Frankfurckiej zwanej też Bramą Młyńską.
W latach 30. XX wieku na rzece wybudowano zaporę oraz obiekty wchodzące w skład Międzyrzeckiego Rejonu Umocnionego.